# 池戸将太郎
池戸 将太郎（いけど しょうたろう、2001年6月3日 - ）は、ジャパンラグビーリーグワン東芝ブレイブルーパス東京に所属するラグビー選手。

## プロフィール
- 東京都出身[1]。
- ポジションはスクラムハーフ(SH)、スタンドオフ(SO)、フルバック(FB)。
- 身長: 180 cm、体重: 90 kg

## 略歴
小学1年生からラグビーを始めた。
2020年、東海大相模高校卒業後、明治大学に入る。なお東海大相模高校時代、高校日本代表候補に選ばれたことがある。
2024年、アーリーエントリーで東芝ブレイブルーパス東京に加入。
2024年12月22日、ジャパンラグビーリーグワン2024-25ディビジョン1第1節横浜キヤノンイーグルス戦(日産スタジアム）にて後半リザーブからの交代出場で公式戦初出場を記録した。